# Puerto de Monrepós
El puerto de Monrepós es un paso de montaña situado en la provincia de Huesca entre las localidades de Nueno y Lanave (ambas a unos 700 m s. n. m.), aunque el tramo de mayor altitud se localiza entre Arguis y Escusaguas (ambas a unos 1000 m s. n. m.). Históricamente estaba surcado por la carretera  C-136  (Huesca a Francia por Sallent de Gállego). 
El trazado tradicional data de 1946. Aquel año se inauguró oficialmente la carretera, tras la construcción de un viaducto sobre el río Flumen a la salida del túnel de la Manzanera. Para el trazado se aprovecharon las pistas abiertas por los ejércitos contendientes en la guerra civil española, además de algunas otras comunicaciones tradicionales.

## El trazado original

### Vertiente Sur
Tras salir de Nueno y junto al río Isuela, atraviesa diversos túneles hasta llegar al denominado Congosto del Isuela, al que atraviesa un viaducto de tres arcos de medio punto. Tras dos túneles de roca viva, la carretera llega al embalse de Arguis, a 987 m de altitud, al que bordea por el norte.
Después de pasar junto a la localidad de Arguis, y tras rebasar el cruce con la carretera de Rasal, enfila el margen de la montaña hasta la llegada a Mesón nuevo y al túnel de la Manzanera, de casi 800 m de largo, que tiene situada su boca norte a 1265 m de altitud.
Una vez atravesado el túnel, y tras una pequeña subida, la carretera inicia un leve descenso que finaliza en la última rampa ascendente del puerto, situada a 1282 m de altitud.

### Vertiente Norte
Una vez coronado el puerto, se inicia una bajada entre suaves curvas para finalizar con una curva de herradura u horquilla en la que la rasante se pronuncia.
Continuando la bajada, la carretera pasa junto a la Fuente Zoina y poco después atraviesa la localidad abandonada de Escusaguas (Escusaguat en lengua aragonesa) y el enlace con la carretera que conduce a los pueblos de Serué, Aquilué y Caldearenas.
Tras una pequeña zona llana, atraviesa la llamada brecha de Monrepós, abierta de forma magistral en una enorme masa de piedra. Continuando la bajada, la carretera se encuentra con la zona de descanso de la fuente de Santa Lucía y, pocos kilómetros después (km 37), con el viaducto sobre el río Guarga, final del descenso del puerto.

## Historia

### El primer trazado
Inicialmente, la carretera se proyectó para dar servicio a la localidad industrial de Sabiñánigo y, sobre todo, para favorecer el tránsito de turistas a lo largo del corredor y hasta el Valle de Tena. En otro ámbito, aseguró la conexión con Francia por una vía diferente a la tradicional del puerto de Somport, al conducir esta carretera al paso fronterizo situado en el puerto del Portalet, aunque en la práctica este enlace estaba asegurado sólo en verano entre las 7 y las 21 horas, horario establecido para la aduana.
Además, para potenciar el atractivo turístico de la zona que atraviesa, la Obra Sindical de Educación y Descanso inauguró a pie de carretera y frente al embalse de Arguis la Residencia de Educación y Descanso "Daniel Francoy", donde miles de familias pasaron sus vacaciones estivales durante casi 40 años, convirtiendo el trazado de Monrepós en sí mismo como un gran reclamo turístico.
El puerto de Monrepós ha sido de una gran tradición motorista. En los años 1950 se promovió la adecuación de unas construcciones ubicadas en la cima del puerto como albergue-refugio para motoristas. El proyecto cristalizó en 1961 con la inauguración del llamado Moto Refugio San Cristóbal, aunque su vida resultó ser efímera.

### Primera reforma e intentos de variante
En algún momento de la década de 1960, probablemente debido a las inversiones del Plan Redia, la carretera recibió una pequeña transformación que amplió la anchura de la plataforma hasta los 7 metros, compuesta por dos carriles de 3,5m.
En los primeros años 1970, desde diversos sectores se pidió con insistencia una variante, ya que el paso por Monrepós resultaba "tortuoso" debido a las 300 curvas de su trazado. No obstante, Monrepós no dejaba de ser una carretera secundaria que además presentaba debido a la orografía un perfil muy pronunciado y la mayor altitud de todos los puertos de acceso al Pirineo, lo que implicaba también un grave problema de vialidad invernal, además de ser una zona muy propensa a la aparición de placas de hielo.
Por otro lado, la zona que atraviesa la carretera de Monrepós era de siempre considerada muy bella y un espacio a proteger. La 15.ª edición del Mapa Michelin, correspondiente al año 1972, calificaba al trazado del puerto de Monrepós como "Recorrido Pintoresco de Interés Turístico".

### Polémica surgida por la variante
En aquellos años, los dos accesos principales al Pirineo aragonés eran el puerto de Santa Bárbara y el puerto de Oroel, ambos en carretera nacional. En la zona más oriental, lo habitual era acceder por el puerto del Pino o la carretera Graus-Benasque. Saltó la polémica entre los que defendían el retrazado de Santa Bárbara o bien de Oroel, con un mejor perfil, menor altitud y menor coste de ejecución y los que defendían que Monrepós fuese la principal vía de acceso al Pirineo aragonés. 
Se defendió la finalización del eje Zaragoza-Ardisa-Ayerbe de la N-330, que conectaba con Francia por Oroel, evitando pasar por Huesca y acortando sensiblemente la distancia y comodidad del viaje, proyecto previsto ya por el Circuito Nacional de Firmes Especiales pero nunca terminado, que finalmente fue desechado y favoreció en última instancia el retrazado de Monrepós. Por último, las autoridades desecharon cualquier solución técnica que pasase por un túnel de baja cota entre Nueno y el río Guarga, tomando como ejemplo las soluciones tomadas en muchos puertos de los alpes, como el Túnel Arlberg Austriaco, el Túnel de Carretera de San Gotardo o el Grand Saint Bernard, lo que hubiese permitido en última instancia preservar el entorno natural y evitar los graves problemas de nieve y hielo.

#### Accesos al pirineo aragonés en la década de los 70
De la zona occidental a la oriental podrían resumirse así los accesos al pirineo aragonés en la década de los 70 y mediados de los 80.
- C-127  Puerto de Sos, de 856 metros de altitud.
- N-240  Puerto de Santa Bárbara, de 864 metros de altitud.
- N-330  Puerto de Oroel, de 1080 metros de altitud.
- C-136  Puerto de Monrepós, de 1262 metros de altitud.
- C-138  Puerto del Pino, de 857 metros de altitud.
- C-139  Graus a Benasque por Congosto de Ventamillo.

#### Ejecución de las obras
En última instancia, a pesar de los estudios de impacto ambiental, se tomó esta última opción, licitándose las obras en 1983. Once años duraron las obras, que incluyeron dos túneles (que años después se llevarían el dudoso honor de ser los más inseguros de Europa, según estudio de EuroTAP y RACC en 2006), un viaducto sobre el Congosto del Isuela y sobre todo, la polémica vertiente norte, compuesta por curvas que describen arcos perfectos, que han sido protagonistas de innumerables accidentes.
Toda la variante se realizó utilizando un trazado diferente, lo que permitió mantener la circulación de vehículos casi constantemente. En 1989 la carretera del puerto de Monrepós tomó la denominación  N-330 , dejando relegada a secundaria a la carretera que discurría por el puerto de Oroel que anteriormente ostentaba esa denominación y sentenciando su entorno, lo que provocó la rápida despoblación de la zona del puerto de Oroel, que había sido el paso principal desde tiempos del Imperio romano, pues junto a la antigua  N-330  todavía pueden verse los restos de la via romana que lo surcaba.
En 1994 se inauguró el último tramo de la variante de Monrepós, que permanece en servicio hasta hoy, aunque actualmente soportando las obras de su transformación en autovía.
Tras la conversión de la variante de Monrepós en autovía, bajo la denominación  A-23 , está proyectado que el viejo trazado del puerto vuelva a entrar en servicio, en calidad de vía de servicio, bajo la denominación  N-330 .

## Mitos, recuerdos y leyendas
La carretera de Monrepós, además de su complicado trazado, fue muy conocida por las fuentes que jalonan su recorrido, algunas de ellas de carácter mágico.
Existen 4 fuentes a pie de carretera, que aún son frecuentemente visitadas para rellenar botellas de agua. Una de ellas, denominada "A Rayeta", se encuentra en la vertiente sur bajo una gran roca. En la vertiente norte se encuentran las fuentes "Zoina" y "de Santa Lucía". 
Sin duda, la fuente más famosa ha sido siempre la Fuente de la Manzanera, ubicada junto a la boca norte del túnel del mismo nombre. Esta fuente era lugar de parada obligatoria de todo aquel que pasase por el puerto y de ella dicen que tiene la propiedad de hacer volver a la persona que bebe de sus aguas bajo esta leyenda. "Si bebes de esta agua, volverás a estas montañas. Tu alma quedará impregnada con la esencia del monte y permanecerá para siempre en tu corazón". El manantial de esta fuente, que incluso tuvo un proyecto de explotación comercial en los años 80 gracias a sus propiedades minero-medicinales, fue totalmente destruido durante la construcción del segundo tubo del túnel de Monrepós, destinado a la autovía.
Desde 1974, cada diciembre se realiza en la explanada junto al punto kilométrico 23 la reunión de motoristas más veterana de España, conocida como "Reunión Invernal de Arguis".
Otro famoso recuerdo asociado a este puerto es el sucedido en la clásica ciclista "Zaragoza - Sabiñánigo" de 1987, cuando el pelotón ciclista se detuvo ante la entrada del túnel de la Manzanera y se negó a continuar la marcha. El motivo fue la protesta del pelotón por la falta de iluminación en el túnel. Unas semanas antes, un grave accidente había tenido lugar en el túnel del Cotefablo, en la disputa de la Vuelta a España, y de este modo los ciclistas protestaban por la falta de iluminación en los túneles.
Es también muy recordado el hecho de que a finales de los años 1990, muy poco después de inaugurarse la variante de Monrepós, un grave desplazamiento de tierras debido a la inestabilidad del terreno obligó a cortar durante casi un año la nueva carretera entre Nueno y Arguís, desviando el tráfico por el viejo trazado.

## Actualidad
En la actualidad el puerto de Monrepós se utiliza casi como única vía de acceso al pirineo aragonés, lo que provoca intensas retenciones sobre todo en los fines de semana y puentes típicos de invierno, cuando mucha gente se desplaza a las estaciones altoaragonesas de esquí. 
También es noticia frecuente por la cantidad de siniestros de tráfico que allí se suceden, a causa de la elevada densidad de tráfico que allí se concentra, a los constantes problemas por nieve y hielo en invierno y al defectuoso trazado de su variante.
La inestabilidad geológica del terreno, unida al planteamiento defectuoso de su variante ha provocado diversos problemas, como graves desprendimientos y accidentes que han obligado a realizar cortes de la A-23. El primero de ellos ocurrió en 1997, cuando todavía era una variante en carretera convencional, al poco de inaugurarse completamente, en el que un desprendimiento en el tramo Nueno-Arguis obligó a cortar la circulación durante meses y desviarla por la N-330a y el túnel de La Manzanera. El percance más reciente ocurrió en 2018 cuando un corrimiento de tierras abrió una grieta en la calzada. Ante la prohibición de circular por el túnel de La Manzanera, establecida en 2004 por motivos de seguridad, el tráfico tuvo que circular durante semanas por la carretera A-132 Huesca - Ayerbe - Puente la Reina de Jaca. 
Actualmente, con la reconversión del Monrepós en autovía, la N-330 finaliza su trazado en Nueno. El tramo Nueno-Lanave solo puede hacerse a través de la nueva A-23, ya que en el trazado viejo hay un tramo de unos 800 metros, correspondiente al túnel de la Manzanera, que se encuentra clausurado al tráfico desde el año 2004 por no adecuarse a la actual normativa europea de seguridad. No obstante, existe una intención política del Ministerio de Transportes, Movilidad y Agenda Urbana, sin fecha de licitación ni ejecución, para la reapertura del antiguo puerto. De ejecutarse, la actuación consistiría en el asfaltado de la C-136a, que coronaba las rampas de La Manzanera, y que nunca llegaron a ser asfaltadas al quedar en desuso desde 1946 con la construcción del túnel de La Manzanera, que las evitaba. Así, de ejecutarse dicho proyecto, volverían a comunicarse ambas vertientes por el Monrepós coronando el puerto de montaña y para circulación local sin necesidad de utilizar la A-23. En todo caso, el Gobierno descarta totalmente la reapertura del túnel de la Manzanera, ya que requeriría cuantiosas inversiones (totalmente inviables económicamente) para ser reabierto cumpliendo las medidas de seguridad actuales. A partir de Lanave se puede continuar viaje por la N-330 tradicional.
Diversas asociaciones, mención destacada de la Asociación Club Motor Monrepós, organizadora de la Ruta de los Penitentes, y algunas asociaciones ecologistas llevan años clamando por un uso más racional y distribuido de las vías de acceso al pirineo aragonés, señalando además que la mayor parte del trazado discurre por la Zona perimetral de protección del parque natural de la Sierra y los Cañones de Guara.
Estas asociaciones también reclaman la reapertura del túnel ferroviario de Somport, cerrado desde 1970, como autopista rodante, es decir, evitando el paso de camiones por los puertos de Monrepós y Somport, trasladando dichos camiones sobre vagones a través de la línea Zaragoza - Pau.
Este último extremo es el único aceptado por los vecinos franceses.

## Tránsito de mercancías
En realidad, a pesar de la constante manipulación de las cifras el trazado, esta carretera no tiene un significativo tránsito de vehículos pesados de mercancías por diversos motivos aunque sí es importante el número de autocares de pasajeros que lo atraviesa.
Los problemas que registra el puerto de Monrepós para el tráfico pesado son los siguientes:
- La continuidad y dureza de la rasante provoca sobrecalentamientos en los vehículos pesados en época estival. Según han referido diversos conductores profesionales "es muy difícil alcanzar el primer túnel en verano sin que empiece a sonar la alarma de exceso de temperatura".
- Estos problemas habituales que arrastraba la variante de los años 90 se han visto multiplicados al transformarse en autovía, al tener esta mayor rasante durante aún más distancia, lo que ha provocado dos "puntos negros" donde constantemente pueden verse vehículos averiados por sobrecalentamientos a lo largo de los meses de verano: El primero se ubica en la vertiente sur tras pasar el desvío de Arguis y el segundo en la vertiente norte junto al nuevo "mirador" de Monrepós.
- Los continuos problemas en invierno provocan cortes intermitentes a la circulación de camiones cuando nieva.
- La escasa velocidad a la que deben circular los camiones y el inadecuado trazado de la variante, que ofrece muchas curvas ciegas, provoca frecuentes colisiones por alcance.
- La ruta internacional que ofrece la  N-330  es del todo inapropiada para el tránsito de mercancías, debido a las elevadas cotas que transita y al simple hecho de que en territorio francés la carretera, típica de montaña, apenas ha sido mejorada desde que se abrió en la década de 1940, al discurrir por un parque nacional. Ello hace que sea inviable establecer una ruta internacional efectiva.

Las autoridades españolas y aragonesas tratan de fomentar el tránsito por este eje, pero a la hora de la verdad, la frontal oposición de los vecinos franceses y el mero hecho de la altitud dejan todos los esfuerzos en saco roto.
Frecuentemente aparecen en prensa artículos discutiendo sobre los problemas de vialidad invernal del eje de la  N-330 , cuando lo habitual en la cordillera pirenaica es que caiga nieve en invierno, suceso del todo lógico aunque no aceptado por diversos sectores.